# Bruno Coppi
Bruno Coppi (* 19. November 1935 in Gonzaga, Italien) ist ein italienisch-amerikanischer Physiker, der sich mit Plasmaphysik befasst.
Coppi wurde 1959 am Polytechnikum Mailand promoviert und war danach Dozent und Wissenschaftler an Polytechnikum und Universität Mailand, bevor er 1961 als Wissenschaftler ans Plasmaphysik-Labor der Princeton University ging. 1964 bis 1967 war er Assistant Professor an der University of California, San Diego, 1967 bis 1969 am Institute for Advanced Study und war ab 1968 Professor am Massachusetts Institute of Technology.
Coppi beschäftigte sich mit theoretischer Plasmaphysik, Weltraum-Plasmen und mit magnetischer Fusion, wo er das Alcator Experiment am MIT entwickelte und das daraus entstandene russisch-US-amerikanische Ignitor Programm, das bei Moskau einen Fusionsreaktor bauen soll. Außerdem ist er führend am Frascati Torus Programm in Italien beteiligt.
In den 1980er Jahren war er am Voyager-Raumsonden Programm beteiligt.
1987 erhielt er den James-Clerk-Maxwell-Preis für Plasmaphysik und außerdem den Award of Excellence in Plasma Physics der American Physical Society. Er ist Mitglied der American Academy of Arts and Sciences (1976), der American Association for the Advancement of Science, der Accademia Nazionale Virgiliana und Fellow der American Physical Society (1976). Er erhielt den US-amerikanischen Dante Alighieri Preis, den Wissenschaftspreis der italienischen Regierung und den Wissenschafts- und Technologiepreis von Italgas sowie die Goldmedaille des Polytechnikums in Mailand. Er ist Großoffizier des Verdienstordens der Republik Italien. Für 2016 wurde ihm der Antonio-Feltrinelli-Preis zugesprochen.